# Monja Roindefo
Monja Roindefo (Toliara, 1965) è un politico malgascio.
Ha ricoperto la carica di Primo ministro del Madagascar dal 17 marzo 2009 al 10 ottobre 2009.